# Bela Vista (Tucumã)
Bela Vista (em castelhano: Bella Vista) é uma cidade da Argentina, capital do departamento de Leales, província de Tucumã. Está localizada a 25 km ao sudeste da capital da província, (São Miguel de Tucumã), pela autoestrada Ruta Provincial 157. Segundo o censo INDEC 2001, contava com 15.126 habitantes.